# Onthophagus mongkhoni
Onthophagus mongkhoni là một loài bọ cánh cứng trong họ Bọ hung (Scarabaeidae).